# Zentrum Simmering
Das Zentrum Simmering ist ein Einkaufszentrum an der Simmeringer Hauptstraße im 11. Wiener Gemeindebezirk Simmering. Es beherbergt 55 Geschäfte von internationalen und österreichischen Unternehmen auf drei Stockwerken. Es wurde am 22. Oktober 1981 von der Ekazent Realitäten GmbH eröffnet und 1994–1996 und 2001 umgebaut und erweitert. Stand 2011 erwirtschaftete das Zentrum Simmering 58 Millionen Euro. Pro Jahr besuchen 5 Millionen Menschen das Zentrum Simmering (pro Tag sind es 16.800 Menschen).